# Saint-Julien-Chapteuil
Saint-Julien-Chapteuil je naselje in občina v jugovzhodnem francoskem departmaju Haute-Loire regije Auvergne. Leta 2012 je naselje imelo 1.873 prebivalcev.

## Geografija
Kraj leži v pokrajini Velay (Languedoc) na vzpetini nad dolinama rek Allier in Loare, 17 km vzhodno od Le Puy-en-Velaya.

## Uprava
Saint-Julien-Chapteuil je sedež leta 2014 ustanovljenega kantona Emblavez-et-Meygal, v katerega so poleg njegove vključene še občine Beaulieu, Chamalières-sur-Loire, Lavoûte-sur-Loire, Malrevers, Mézères, Le Pertuis, Queyrières, Rosières, Saint-Étienne-Lardeyrol, Saint-Hostien, Saint-Pierre-Eynac, Saint-Vincent in Vorey z 12.185 prebivalci (v letu 2012).
Kanton Emblavez-et-Meygal je sestavni del okrožja Le Puy-en-Velay.

## Zanimivosti
- cerkev sv. Julijana iz 12. stoletja prenovljena v 16. in 19. stoletju, francoski zgodovinski spomenik od leta 1907,
- kapela sv. Jerneja, Chapelette, zgodovinski spomenik od 1982,
- suc de Chapteuil, 1.031 metrov visoki vrh nad Saint-Julienom, z vidnimi bazaltnimi stebri in ruševinami stolpa.